# Andrea Missé
Andrea Missé (Buenos Aires, 10 de agosto de 1976 - General Acha, 2 de enero de 2012) fue una bailarina de tango argentina que le dio un fuerte impulso al tango como baile, recuperando y difundiendo formas tradicionales en Europa.

## Biografía
Andrea Missé nació el 10 de agosto de 1976 en Buenos Aires. Era la mayor de cinco hermanos, de los cuales otros tres, Sebastián, Gabriel y Stella, también se dedicaron al tango, ya que son bailarines profesionales y reconocidos en el circuito internacional de festivales.
Comenzó su recorrido en la danza a los cinco años aprendiendo folclore argentino. Luego, empezó a aprender tango a los once años en el Ballet Nacional Argentino con el bailarín Carlos Rivarola. A partir de 1991, estudió con el bailarín Miguel Ángel Zotto durante cuatro años. 
En 1992 obtuvo un diploma en Danza Folklórica y Tango Argentino; y en 1995 un diploma en danza y coreografía de la Academia de Teatro de Buenos Aires. También estudió con Osvaldo Zotto y Antonio Todaro. En paralelo, estudió traducción simultánea en la Universidad del Salvador y lengua, historia, literatura e historia del arte italianos en el Instituto Dante Alighieri.
A fines de la década de 1990 junto con su pareja Leandro Palou fundaron la compañía Tango Danza; y en el año 2001 se mudaron a Londres. Dos años más tarde crearon una compañía llamada Tango Acción, junto también con su hermano, Gabriel. Sus espectáculos les valieron excelentes críticas en Estados Unidos y Europa. Desde 2005 colaboró con el bailarín Javier Rodríguez, con quien ha enseñado y actuado en festivales de tango alrededor del mundo.
Su baile del tango se destacaba por su fluidez y la impecable técnica musical. Era conocida por reintroducir al mundo el tango tradicional, que solía implicar el abrazo cerrado; así como por su fluidez, sus adornos y su técnica musical. El tipo de baile del tango que ella realizaba había caído en desuso previamente por el impulso que se había producido con el tango nuevo de Astor Piazzolla. Participó en gran cantidad de eventos de tango en todo el mundo, como por ejemplo, en Rumania y Corea del Sur.
Murió el 2 de enero de 2012, con 34 años, en un accidente automovilístico en General Acha (provincia de La Pampa, Argentina). Sobrevivieron al accidente su esposo, Diego Hernán Ginex, y su hija de dos años Guadalupe.